# Pletten
Pletten eller Store Plet er en 14 ha stor ø i den yderste del af Mariager Fjord ca. 10 km øst for Hadsund. Den er en del af naturreservat Mariager Fjord, og en del af Natura 2000 område nr. 14 Ålborg Bugt, Randers Fjord og Mariager Fjord og fuglebeskyttelsesområde, med forbud mod færdsel mellem 1 april og 15. juli . Øen og holmene er hjemsted for ynglende måger, terner, ande- og vadefugle.
Inde ved kysten mod nord ligger den lille ø Lille Plet 56°42′41.32″N 10°16′16.27″Ø / 56.7114778°N 10.2711861°Ø

## Eksterne kilder og henvisninger
1. ↑  Reservatfolder Arkiveret 13. januar 2013 hos  Wayback Machine fra Naturstyrelsen

56°42′15.54″N 10°16′42.22″Ø / 56.7043167°N 10.2783944°Ø